# 糕点战争
糕點战争（西班牙语：Guerra de los pasteles 或 Primera Intervención Francesa en México，意为「法国第一次入侵墨西哥」；法语：Guerre des Pâtisseries）是一场发生1838年至1839年间发生在墨西哥的战争。戰爭起因於一家位於墨西哥的法國糕餅店，其店主聲稱受到了損失，向法國要求墨西哥賠償；墨西哥拒絕，法國以此為藉口向墨西哥宣戰。法國海軍隨即派出艦隊，佔領墨西哥灣的主要港口韋拉克魯斯。戰爭持續了三個月又十二天。最終英國參與斡旋，墨西哥答應賠償60萬比索。